# OPAP Arena
OPAP Arena – stadion piłkarski zlokalizowany w Nea Filadelfia, w granicach aglomeracji ateńskiej w Grecji. Mecze na tym obiekcie rozgrywa klub piłkarski AEK Ateny.
Pojemność stadionu wynosi 32 500, a koszt realizacji budowy stadionu wyniósł 78 mln $. Stadion zwyciężył w konkursie Stadium of the Year 2022 organizowanym przez serwis Stadiony.net. 

## Powody powstania obiektu
Poprzedni stadion AEK, Stadion im. Nikosa Gumasa powstał w 1930 roku. Przez kilkadziesiąt lat stadion był domem drużyny. W 1999 roku Grecję nawiedziło trzęsienie ziemi. Stadion, choć został zniszczony, wciąż był użytkowany.
Jednak w 2003 roku zdecydowano się na rozebranie obiektu. AEK przeniósł się na Stadion Olimpijski.

## Problemy z budową
Stadion, który miał być zbudowany razem z halą sportową i centrum handlowym, miał być już zbudowany w 2004 roku na Igrzyska Olimpijskie, jednak z powodu przeszkód porzucono ten pomysł. W 2013 roku zaprezentowano nową wizję stadionu - prace ruszyły 4 lata później. Z powodu pandemii COVID-19 nastąpiły opóźnienia w budowie obiektu.

## Otwarcie
Stadion otwarto 30 września 2022 roku. 4 października odbył się pierwszy mecz, w którym AEK pokonał AO Ionikos 4:1.

## Architektura
Stadion z założenia miał nawiązywać do kultury antycznej. Przed stadionem stoi rzeźba dwugłowego orła, symbolu klubu. Na narożnikach stadionu stoją wieże, które oprócz funkcji estetycznej, mają również podtrzymywać konstrukcję dachu, na którym znajdują się reflektory oświetleniowe. Trybuny są dwupoziomowe.